# Vilafamés

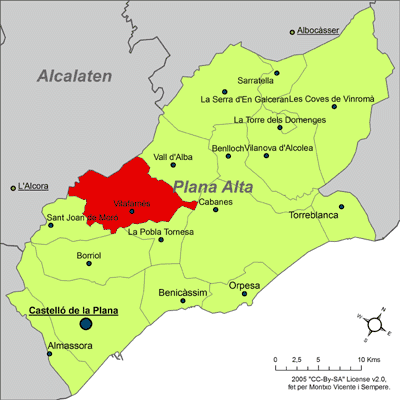
Położenie gminy na mapie comarki Plana Alta.

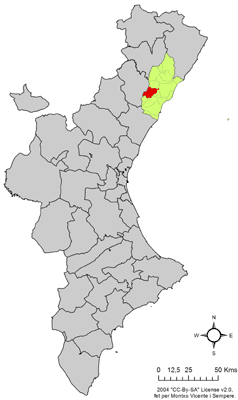
Położenie gminy na mapie Walencji.

Vilafamés – gmina w Hiszpanii, we wspólnocie autonomicznej Walencja, w prowincji Castellón, w comarce Plana Alta.
Powierzchnia gminy wynosi 70,4 km². Zgodnie z danymi INE, w 2005 roku liczba ludności wynosiła 1603, a gęstość zaludnienia 22,77 osoby/km². Wysokość bezwzględna gminy równa jest 354 metry. Współrzędne geograficzne gminy to 40°6'47"N, 0°3'17"E. Kod pocztowy do gminy to 12192. Obecnym burmistrzem gminy jest Luisa Oliver Mallasén z Hiszpańskiej Partii Ludowej.

## Dzielnice ipedanías
W skład gminy wchodzą dwie dzielnice i pedanías, walencyjskie jednostki administracyjne:
- La Baseta
- La Foya

## Demografia
| 1990  | 1992  | 1994  | 1996  | 1998  | 2000  | 2002  | 2004  | 2005  |
| ----- | ----- | ----- | ----- | ----- | ----- | ----- | ----- | ----- |
| 3.093 | 1.408 | 1.425 | 1.422 | 1.427 | 1.471 | 1.546 | 1.603 | 1.603 |